# Cyrtandra bicolor
Cyrtandra bicolor är en tvåhjärtbladig växtart som beskrevs av William Jack. Cyrtandra bicolor ingår i släktet Cyrtandra och familjen Gesneriaceae. Inga underarter finns listade i Catalogue of Life.